# 津村朱実
津村 朱実（つむら あけみ、12月25日 - ）は、日本の女優。株式会社スターズ所属。大阪府出身。血液型はO型。

## 人物紹介

### 経歴・特色
- 1997年 俳優塾入塾
- 1998年 劇団初舞台入団

### 特技
ピアノ、バレーボール、乗馬、マラソン、着物の着付け

## 出演作品

### 舞台
- 輝く太陽の中で(劇団初舞台)(第16回公演 青山円形劇場)
- 終わらない夜(劇団初舞台)(第17回公演 シアタートラム)
- アパートの部屋貸します
- アイスクリームマン
- 法王庁の避妊法
- キネマの天地
- 楽屋
- ジプシー
- 夢より遠い場所』
- 八月のシャハラザード
- SEVEN(インプロシアター)
- 名作劇場
- 見果てぬ夢
- アダルト・チルドレン(劇団初舞台)(2005年 東京芸術劇場)
- 満月の夜は騒がしい(STARS Company)(2006年 東京芸術劇場）

### TV
- 中居正広の金曜日のスマたちへ(TBS)

### CM
- 日本宝くじ協会 グリーンジャンボ 雑誌広告
- NTT東日本 Bフレッツ